# Ludwig Soswinski
Ludwig Soswinski (Viena, 15 de enero de 1905 - 9 de febrero de 1997) fue un miembro de la resistencia contra el nazismo, jurista, comunista y recluso en varios campos de concentración nazis. Tras la caída del Tercer Reich, trabajó como funcionario en varias organizaciones de víctimas del nacionalsocialismo y fue el cofundador y vicepresidente del Archivo de Documentación de la Resistencia Austriaca.

## Biografía
Soswinski, hijo de un tipógrafo, estudió Ciencias del Derecho y trabajó como funcionario para la organización Estudiantes Socialistas de Austria (VSStÖ, por sus siglas en alemán); más adelante, fue revisor en una cooperativa de consumo. Tras el levantamiento armado a mediados de febrero de 1934 contra el Austrofascismo, dirigido por Engelbert Dollfuß, se afilió al Partido Comunista de Austria (KPÖ, por sus siglas en alemán), que entonces era ilegal. Fue detenido por ello en 1937 y recibió la amnistía en febrero de 1938. Después del Anschluss de Austria al Tercer Reich, Soswinski fue detenido por la Gestapo el 13 de marzo de 1938 y el 1 de abril del mismo año fue transportado por el tren conocido como Prominententransport (transporte de las celebridades) al campo de concentración de Dachau.
Unos meses después, Sowinski asumió el puesto de kapo en la llamada sala de admisión o Schubraum (en la que se depojaba a los prisioneros de sus pertenencias), donde estaba a cargo de la gestión de las cuentas de los prisioneros. Soswinski se encargaba de realizar transferencias de dinero desde las cuentas de los presos adinerados (siempre con su consentimiento) a cuentas de presos sin recursos para que estos también pudieran comprar en la cantina del campo de concentración. Cuando las SS descubrieron estas transacciones en la primavera de 1940, el director del centro penitenciario, Egon Zill, ordenó que los miembros del comando de tesorería pasasen 45 días en las sombrías celdas del búnker y fueran transferidos a la unidad de castigos durante un año. En enero de 1944 Soswinski fue trasladado al campo de exterminio de Majdanek y posteriormente, tras su disolución en julio de 1944, al campo de concentración de Auschwitz.
Allí, Soswinski trabajó como kapo y perteneció a una organización guerrillera austriaca fundada en 1942 en el campo para prisioneros de guerra. Algunos componentes de la organización guerrillera fueron: Alfred Klahr, Hermann Langbein, Ernst Burger, Rudolf Friemel y Ludwig Vesely. En mayo de 1943, se fundó el grupo guerrillero de Auschwitz (KGA, por sus siglas en alemán) con la unión de la organización guerrillera austriaca y la resistencia de los prisioneros polacos. En otoño de 1944, Soswinski se unió al KGA de la Junta Internacional. Después de la evacuación del campo de concentración de Auschwitz, fue trasladado al campo de concentración de Mauthausen, donde perteneció de nuevo a la resistencia de los prisioneros. Fue liberado de Mauthausen en mayo de 1945.
Al finalizar la guerra, Soswinski, que se había casado con una superviviente de Auschwitz, perteneció al concejo municipal de Viena y al parlamento regional por el KPÖ entre los años 1945 y 1958. También fue delegado de la federación de miembros de la resistencia de Austria, de la asociación de víctimas del fascismo y de la comunidad del campo de concentración de Mauthausen. En 1963 fue el cofundador y, más adelante, el vicepresidente del Archivo de Documentación de la Resistencia Austriaca.